# Fosen
Fosen ist eine Halbinsel an der Westküste Norwegens im Fylke Trøndelag.
Die Halbinsel hat eine Fläche von ca. 3 500 Quadratkilometern und ist mit einer Einwohnerzahl von 25.612 Einwohnern im Jahr 2007 relativ dünn besiedelt. Die Halbinsel liegt vor der Küste von Trøndelag, nordwestlich des Trondheimsfjords, und wird im Westen durch den Meeresarm Frohavet begrenzt. Die Kommune Namdalseid sowie der Namsfjord begrenzen sie nach Norden und Nordosten. Der höchste Punkt der Halbinsel ist der Berg Finnvollheia, mit 675 Meter über dem Meer, dieser Gipfel markiert gleichzeitig die Grenze zwischen den Kommunen Åfjord und Namdalseid.
Auf der Halbinsel liegen folgende Orte:
- Mosvik
- Leksvik
- Rissa
- Ørland
- Bjugn
- Åfjord
- Roan
- Osen

Über Landstraßen („Riksvei“) und Fährverbindungen ist die Halbinsel Fosen mit dem übrigen Festland verbunden. Die nächste größere Stadt ist Trondheim, dort befinden sich neben einem Flughafen auch ein internationaler Hafen sowie ein Bahnhof.

## Windpark Fosen Vind
Der Windpark Fosen Vind ist derzeit der größte landgebundene Windpark in Europa. Er hat eine installierte Gesamtleistung von 1057 MW und besteht aus sechs Teilparks. Im August 2020 wurde die letzte der 277 Windkraftanlagen montiert; danach begann ein umfangreiches Testprogramm. Im März 2021 war der Windpark fertig und alle Windkraftanlagen lieferten Strom. Die Eigner sind Statkraft mit 52,1 %, BKW Energie und Credit Suisse als Teil des Konsortiums Nordic Wind Power DA (40 %), sowie TrønderEnergi (7,9 %).
Am 11. Oktober 2021 erklärte der Oberste Gerichtshof die Betriebserlaubnis der zwei Teilparks Storheia und Roan im Nachhinein für ungültig, da sie die kulturellen Rechte des indigenen Volkes der Samen beeinträchtigen und gegen entsprechende internationale Schutzkonventionen verstoßen. Daraufhin forderten Vertreter der Samen den Abriss der Anlagen, die norwegischen Behörden ordneten aber erst weitere Gutachten an. Im Februar 2023 protestierte Greta Thunberg zusammen mit Aktivisten aus dem Volk der Samen gegen das Fortbestehen dieser Teilparks und sagte: „Eine Klimawende, die die Menschenrechte verletzt, ist keine Klimawende, die ihres Namens würdig ist.“
Am 12. Oktober 2023 kam es zu einer weiteren Protestaktion, diesmal vor den Haupteingang von Statkraft in Oslo, zu der auch Thunberg wieder kam.
Bis Anfang März 2024 haben die Betreibergesellschaften der Windparks Roan und Storheia sowie die betroffenen Stämme an einem Mediationsverfahren teilgenommen, welches den Züchtern eine Entschädigung von 7 Millionen norwegischen Kronen jährlich sowie alternative Weideflächen zugesteht, und den Weiterbetrieb des Windparks während der nächsten 25 Jahre erlaubt.